# Trichocentrum popowianum
Trichocentrum popowianum är en orkidéart som beskrevs av Willibald Königer. Trichocentrum popowianum ingår i släktet Trichocentrum och familjen orkidéer.
Artens utbredningsområde är Ecuador. Inga underarter finns listade i Catalogue of Life.